# نیام‌شاخ
نیام‌شاخ (نام علمی: Thecacera) نام یک سرده از کلاد لیسه دریایی است.

## نگارخانه

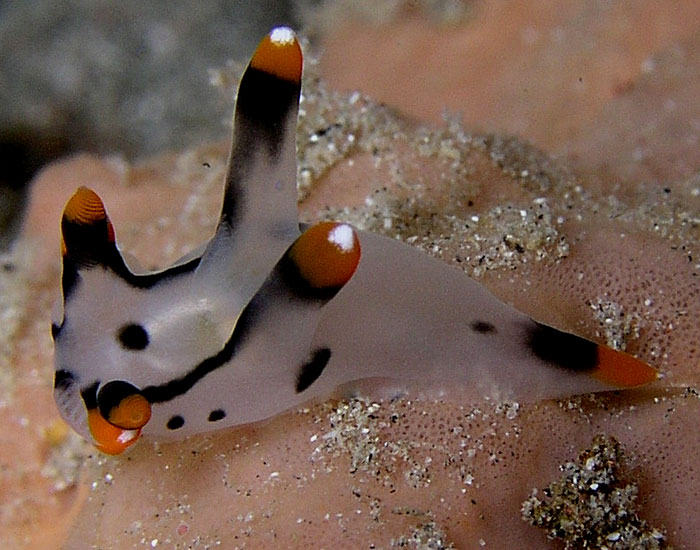
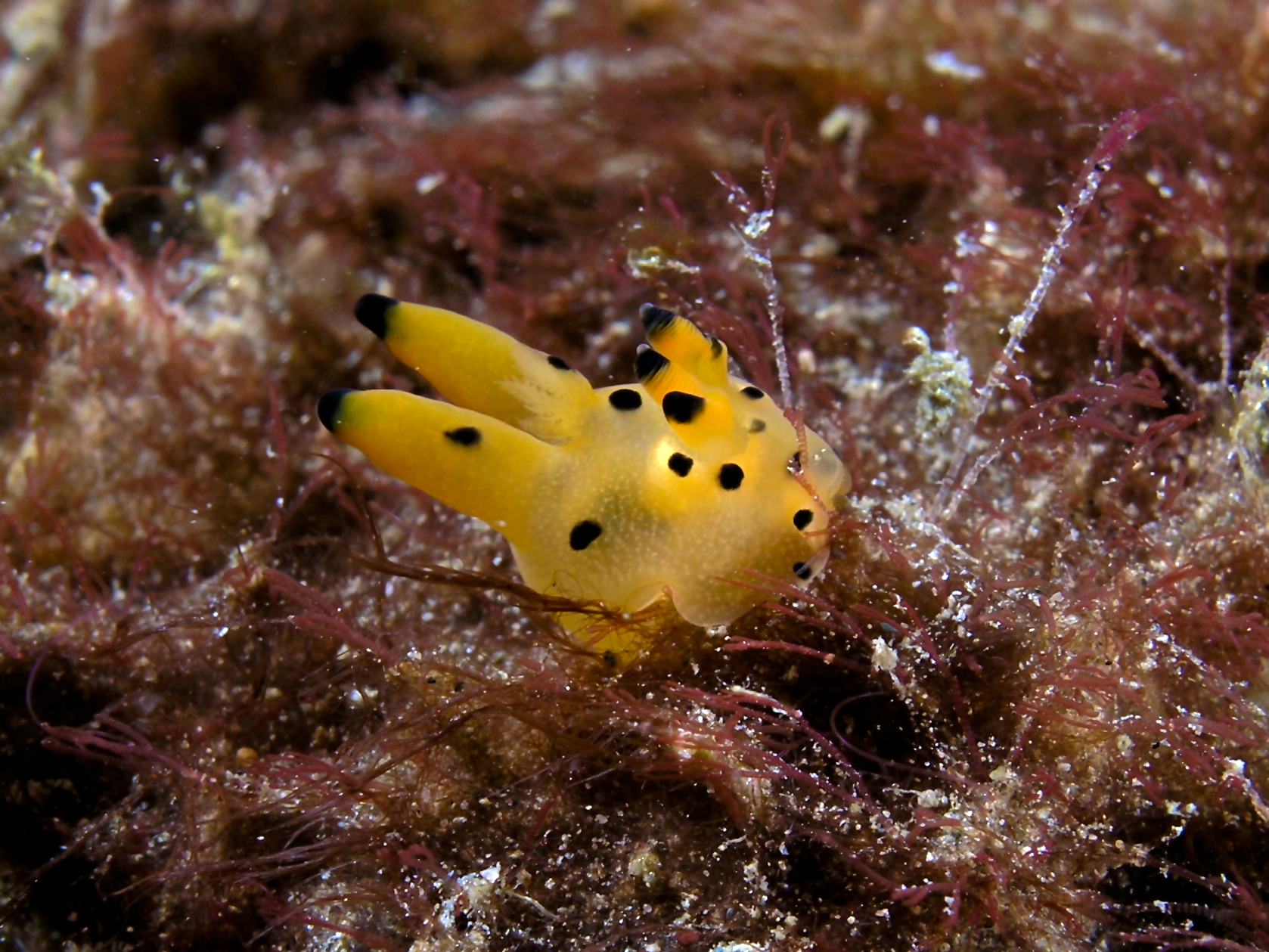